# Одетта де Креси
Одетта де Креси (фр. Odette) — один из центральных персонажей цикла романов Марселя Пруста «В поисках утраченного времени» (далее — «Поиски»). Одетта, троюродная сестра жилетника Жюпьена, появляется в повествовании под многими именами: «дама в розовом», мисс Сакрипант, графиня де Креси, г-жа Сван, баронесса де Форшвиль, мать маркизы де Сен-Лу.

## Одетта де Креси в «Поисках»
Одетта — куртизанка, о которой говорили, «что в Ницце родная мать продала её, ещё почти девочку, богатому англичанину». В юности (1872) позировала Эльстиру под именем мисс Сакрипант. Некоторое время была женой графа де Креси (которого «обчистила до последнего сантима») и многие годы входила в «кланчик» Вердюренов, получив там прозвище «душка».

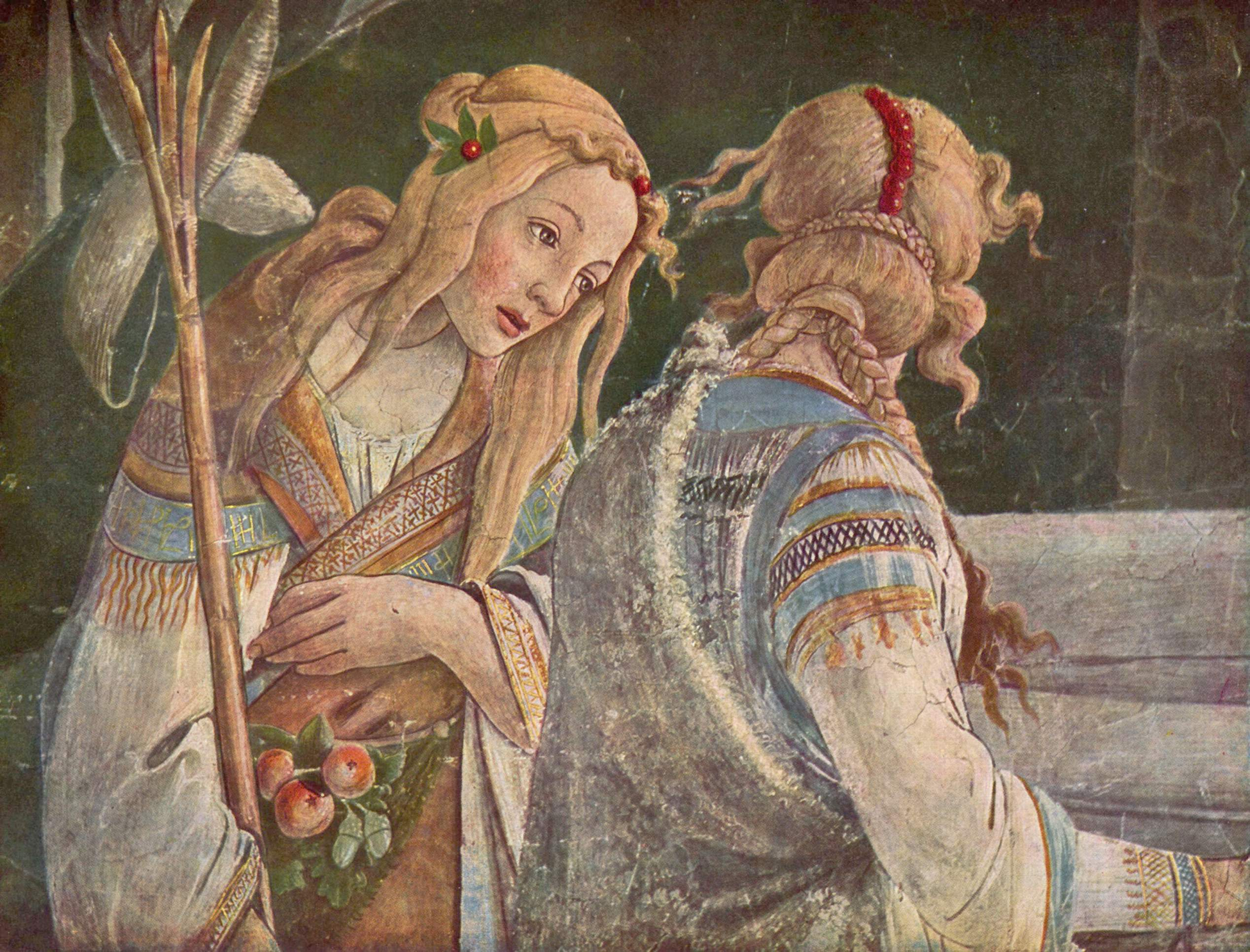
Сепфора. Фрагмент фрески Сандро Боттичелли из цикла «Жизнь Моисея» в Сикстинской капелле. 1481—1482

Любовница, затем жена Шарля Свана, мать Жильберты. Поначалу Одетта, о которой Свану задолго до их встречи «говорили как о девице легкого поведения, как о содержанке» и с которой познакомил его друг де Шарлю, не впечатлила его: она «действительно показалась Свану красивой, но красивой той красотой, к которой он был равнодушен». Но потом, когда Свана поразило её сходство с Сепфорой, дочерью Иофора, изображённой на фреске в Сикстинской капелле, «смутное влечение», притягивающее его к произведению искусства, переросло у Свана «в желание, которое до сих пор бессильно было у него вызвать тело Одетты». Сван «не закрывал глаз на то, что Одетта неумна», однако и Одетта «находила, что Сван не такой умный, каким он ей показался вначале… Ей гораздо больше нравилось его равнодушие к деньгам, его любезность со всеми, его деликатность». Любовь Свана (ей посвящена отдельная часть первой книги «Поисков»), становится страстью «к женщине опытной и расчетливой, давно уже прошедшей „огонь, воду и медные трубы“, поставившей себе чёткие цели и их с математической точностью добивающейся».
До и во время их брака (на который, охладев к ней, Сван пошёл из-за любви к дочери), Одетта была любовницей многих: от деда Адольфа и графа де Бреоте, до юного Альбера Блока и некоторых женщин. (В случае со встречей у деда Адольфа юного Рассказчика с «дамой в розовом» Пруст отходит от хронологической последовательности событий — «Такой встречи героя с Одеттой просто не могло быть, так как Одетта была содержанкой деда Адольфа задолго до рождения Рассказчика, то есть до выхода замуж за Свана. Предположить же, что она продолжала бывать у своего давнего любовника, уже став г-жой Сван, вряд ли возможно»).
Став женой Свана, Одетта устроила у себя дома собственный салон, переняв «все ухватки г-жи Вердюрен». Однако долгое время «Сваны принадлежали к числу людей, у которых мало кто бывает». Компрометирующую Свана Одетту не принимали в высшем свете, «куда она, впрочем, особенно и не стремилась». Но позднее салон г-жи Сван, в котором центральной фигурой стал писатель Бергот, приобрёл популярность. «У Одетты… всё началось с того, что иные из мужчин, принадлежавшие к высшей знати и мечтавшие познакомиться с Берготом, стали завсегдатаями её ужинов в тесном кругу… На интересные премьеры она возила их вместе с Берготом, не задумываясь над тем, что это его доконает. Они рассказали о ней кое-кому из женщин своего круга, которых мог бы привлечь этот новый для них мир. Женщины решили, что Одетта, друг Бергота, наверное, так или иначе помогает ему в работе; они считали, что она в тысячу раз умнее самых замечательных женщин Сен-Жерменского предместья».
«Жильберта тоже упрочила положение матери, так как дядя Свана недавно оставил ей по завещанию около восьмидесяти миллионов». После смерти Свана третьим мужем Одетты стал её многолетний любовник де Форшвиль. «После смерти Свана Одетта, удивившая всех своей глубокой скорбью, искренней и долгой, осталась богатой вдовой. Форшвиль на ней женился после того, как долго объезжал замки и убедился, что его семейство признает его жену. (Семейство было покапризничало, но в конце концов сдалось: его прельстила перспектива не оплачивать больше расходов бедного родственника, мечтавшего сменить нищету на богатство)». Так бывшая графиня де Кресси и госпожа Сван стала баронессой де Форшвиль.
В финале «Поисков» на приёме у принца Германтского (в 1919 или 1920 году) Рассказчик с трудом узнаёт своих постаревших знакомых. Но Одетта «не изменилась вовсе… Она походила на искусственную розу». Став «на старости лет» любовницей герцога Германтского, она вновь оказалась «просто дамой в розовом, какой предстала когда-то в моем детстве». Линию Одетты Рассказчик выводит за рамки основного повествования, упоминая приём у Жильберты, произошедший «менее чем три года спустя» и рисуя её последний портрет.

## Прототипы
- Лора Эйман (1851—1932), красавица-креолка, англичанка по отцу[23], элегантная дама полусвета; от неё Одетта «получила манию щеголять английскими словами, и, подобно ей, жила на улице Лаперуз», была любовницей двоюродного дедушки Пруста Луи Вейля [24].
- Леония Кломениль, куртизанка[25].
- Пьербур, баронесса Эмери Арти (1856—1943), урождённая Маргарита Тома-Галин, хозяйка салона, который посещал Пруст; она тоже жила отдельно от мужа, давшего ей свою фамилию[26].

## В экранизациях
- Орнелла Мути — «Любовь Свана» Фолькера Шлёндорфа (1984);
- Катрин Денёв — «Обретённое время» Рауля Руиса (1999).